# Challenger (bâtiment)
Pour les articles homonymes, voir Challenger.
Le site Challenger, abritant le siège social de la société Bouygues Construction, a été construit en 1988 à Guyancourt dans les Yvelines, France. La conception a été confiée à l'architecte Kevin Roche par Francis Bouygues le fondateur du groupe de BTP Bouygues.
À partir de 2008, une rénovation du site est entreprise, afin d'une part de diviser la consommation énergétique du bâtiment par 10, et d'autre part de présenter une vitrine des technologies liées au développement durable pour les partenaires et clients de la société.

## Construction en 1988
La maîtrise d'œuvre a été assurée par Kevin Roche, architecte américain et lauréat du prix Pritzker en 1982, associé avec l'architecte Roger Saubot. Le bâtiment se développe sur 68 000 m2 de surface utile, dans un parc de 30 hectares. Le site a accueilli en 2011 - 3 300 employés qui ont à leur disposition trois coiffeurs travaillant à temps plein, une salle de sport et des vélos électriques en libre-service.

## Rénovation énergétique (2008 - 2014)
L'objectif de la rénovation énergétique fut de diviser par 10 la consommation énergétique du bâtiment, grâce à une meilleure isolation et à une production locale d'électricité. Quelque 150 millions d'euros ont été engagés pour ce chantier. Le chantier a été réalisé par phases, par tranche de 6 mois sur site occupé, déménagement et réaménagement compris.
Il fut installé plus de 21 500 m2 de panneaux photovoltaïques (7 320 m2 dans une ferme solaire et 14 260 m2 de panneaux sur les toits), 24 000 m2 de façades ventilées. La géothermie via 75 sondes sèches verticales placées à 100 m de profondeur est aussi utilisée. Après cette rénovation, les bâtiments produisent, 75,5 kWh/m2/an d’énergie solaire photovoltaïque, le site produit, sur un an, plus d’électricité qu'il n'en consomme. Il revend donc le surplus a EDF, en émettant 2,2 kg/m2/an de CO2 contre 22 kg/m2/an avant rénovation et consomme 38,414 m3/an d’eau, contre 59,000 m3/an auparavant.
De plus, les eaux usées des bâtiments et les eaux pluviales sont filtrées pour être conformes à la norme D4, grâce à la réalisation d'un jardin filtrant de 2 800 m2. Les eaux pluviales sont réutilisées pour les sanitaires. Les eaux usées servent aussi pour l'arrosage des pelouses et jardins. L'objectif a été de réduire de 58 % la consommation d'eau et de ne plus effectuer de rejet d'eaux usées à l'égout.
Un nouveau bâtiment baptisé « cockpit » a été construit sur le site. Il est conçu comme une vitrine de démonstration pédagogique, accessible aux invités de l'entreprise. C'est dans celui-ci que sont suivies les consommations du site, mais également celles de ses clients, qu'il peut suivre grâce à son logiciel Hypervision.
En janvier 2013, le premier bâtiment de Challenger réceptionné en février 2012, vient de recevoir la triple certification LEED (niveau "platine"), BREEAM ("exceptionnel") et HQE ("exceptionnel"). L'ensemble des bâtiments du site devraient obtenir la même triple certification à terme.